# Xiong Zi
Xiong Zi (chinesisch 熊姿, Pinyin Xióng Zī, * 8. November 1976 in Sichuan) ist eine chinesische Volleyball- und Beachvolleyballspielerin.

## Karriere Beach
Xiong Zi spielte ihre ersten internationalen Turniere 1997 mit Chi Rong. 1998 kam das Duo bei Open-Turnieren viermal auf den 17. Platz. Dasselbe Ergebnis erzielte Xiong Zi und Chi Rong 1999 bei der Weltmeisterschaft in Marseille. Im gleichen Jahr kamen sie bei den Dalian Open als Siebte erstmals in die Top Ten. 2000 wurden sie unter anderem 13. beim Grand Slam in Chicago sowieso Siebte der Berlin Open. In Dalian erreichten sie den dritten Rang.
Anschließend nahmen sie an den Olympischen Spielen in Sydney teil. Nach einer Auftaktniederlage gegen die Portugiesinnen Maria José / Cristina Pereira siegten sie in der Verlierer-Runde zunächst gegen das mexikanische Duo Galindo/Gaxiola, bevor sie gegen die Italienerinnen Gattelli/Perrotta unterlagen. Trotzdem kamen sie als bester Verlierer ins Achtelfinale, in dem sie gegen die späteren Olympiasiegerinnen Cook/Pottharst chancenlos waren.
2001 etablierten sich die beiden Chinesinnen in den Top Ten der World Tour. Sie erreichten siebte Plätze bei den Gran Canaria Open und dem Grand Slam in Marseille sowie einen vierten Platz in Maoming. Bei der Weltmeisterschaft 2001 in Klagenfurt kamen sie als Gruppensieger in die erste Hauptrunde, die sie gegen die Österreicherinnen Swoboda/Mellitzer gewannen. Im Achtelfinale besiegten sie das US-Duo Walsh/May, ehe sie im Viertelfinale von den Brasilianerinnen Sandra Pires/Minello gestoppt wurden und das Turnier auf dem fünften Rang beendeten.

## Karriere Halle
Xiong Zi spielte 2002 in der Chinesischen Nationalmannschaft und belegte Platz zwei beim World Grand Prix sowie Platz vier bei der Weltmeisterschaft in Deutschland. Außerdem gewann sie die Asienspiele in Südkorea. 2004 wurde sie vom deutschen Bundesligisten Rote Raben Vilsbiburg verpflichtet. Hier wurde die Libera 2005 und 2006 jeweils deutscher Vizemeister und war in den Ranglisten des deutschen Volleyballs stets auf Spitzenplätzen zu finden.